# セルビア王国 (中世)

セルビア王国
Краљевина Србија (セルビア語)

セルビア王国の地図

セルビア王国（セルビアおうこく、セルビア語: Краљевина Србија）は、現在のセルビアを中心とした中世の王国である。

## 歴史

### ネマニッチ朝の成立
南スラヴ（ユーゴスラヴ）の一派であるセルビア人は7世紀初め頃にバルカン西部に南下し、9世紀後半には東ローマ帝国の影響下で正教会を受入れた。セルビア人は長くジューバと呼ばれる部族共同体に分立していたが、12世紀後半に東ローマ帝国の衰退に乗じてステファン・ネマニャが1168年に諸部族を統一してセルビア侯となる。その後、拡大した勢力を背景として1171年には国王として即位し、ネマニッチ朝を開いた。なお、始祖の名前は「ネマニャ」であるが、第二世代以降は指小語ićを付けて「ネマニッチ」(Nemanjić)とするので王朝の名前も「ネマニッチ朝」となる。第二代のステファン・ネマニッチ（ステファン初代戴冠王）は1217年にローマ教皇ホノリウス3世から王冠を授与されて「王国」としての地位を国際的に認めさせ、実質的なセルビア王国の建国者となった。

### 再興
ステファン・ネマニッチの死後、セルビアは内紛が続き発展の機会を逸したが、ステファン・ウロシュ2世ミルティンの時代(1282年-1321年)には安定を取り戻すと、東ローマ帝国や第二次ブルガリア帝国と対立、抗争を繰り広げつつ次第に領土を南に拡大していく。14世紀前半に登場した王ステファン・ウロシュ3世デチャンスキは1330年、ヴェルブジュドの戦いに於いてブルガリアの大軍を寡兵で撃破し、ブルガリアに代わってバルカン半島の盟主の座に就いた。続いて登場した英主ステファン・ウロシュ4世ドゥシャンは東ローマ帝国の内乱に乗じてマケドニア、テッサリア、イピロス及びアルバニアを征服してセルビア王国の最大領土を築き、1346年にはマケドニアのスコピエに於いて「セルビア人とローマ人の皇帝」と称して東ローマ帝国の征服を企図した。1349年にはドゥシャン法典を発布して国家の基本法を完成させ、セルビア帝国の最盛期を築き上げたのである。しかし1355年、ドゥシャンは東ローマ帝国征服の遠征に乗り出した直後の陣中で、病のために急死してしまった。

### ネマニッチ朝の断絶
ドゥシャンの死後、セルビア帝国は急速に衰退する。拡大した広大な帝国の各地で諸侯が自立していく中、ドゥシャンの息子ステファン・ウロシュ5世は単独で皇位を維持しきれず、ムルニャヴチェヴィチ家のヴカシンとの共同支配を余儀なくされる。ヴカシンはバルカン半島に上陸してきたオスマン帝国を迎え撃ったが1371年のマリツァ河畔の会戦で敗死、同じ年にウロシュ5世も死去しネマニッチ朝はここに断絶した。その後、諸侯の群雄割拠の状況の中でラザル・フレベリャノヴィチが最有力の君主として主導的立場を固めていく。

### コソヴォの戦い
この頃、セルビアはオスマン帝国のスルタン・ムラト1世の侵攻に悩まされていた。ラザルはセルビアの独立を守るため、1389年にムラト1世率いるオスマン軍とコソヴォで戦ったが大敗して捕虜となってしまう。その直後、ムラト1世がセルビア人貴族ミロシュ・オビリッチによって暗殺されたため、その報復としてラザルも処刑されてしまった。

### オスマン帝国への臣従
ラザルの死後、その息子ステファン・ラザレヴィチ(1389年 - 1427年)は父の後を継ぎ、「公」（東ローマの専制公称号を採用したが独立国家の主としては公となる）としてオスマン帝国に臣従し、実質的にその帝国の属国・セルビア公国としての歴史を歩む事になった。ラザレヴィチ及びその甥に当たるジュラジ・ブランコヴィチ(1427年 - 1456年)はドナウ河畔のスメデレヴォを拠点とし、南のオスマン帝国、北のハンガリー王国との間で巧みな外交政策によって命脈を保った。ジュラジの死後は政変が相次ぎ、オスマン帝国はそれに乗ずる形でセルビアを徐々に併合していった。1459年6月、スメデレヴォはオスマン軍によって占領され、ここに中世のセルビア国家は滅びたのである。

## 歴代セルビア君主一覧

### セルビア王国・ネマニッチ朝(Немањићи)(1168年 - 1371年)
～君主号・大ジュパン(侯)(велики жупан, 1168年-1217年)－王(краљ, kralj, 1217年-1346年) － 皇帝(цар, tsar, 1346年-1371年)
～自称セルビア王(1171年-1217年)

## 一覧
| 代数   | 肖像 | 名前 | 生年       | 在位                                                                    | 没年       | 備考                                                             |
| ------ | ---- | --- | ---------- | ----------------------------------------------------------------------- | ---------- | ---------------------------------------------------------------- |
| 初代   |      | ステファン・ネマニャ (Стефан Немања, Stefan Nemanja)                                                                        | 1113年     | （自称セルビア王）1171年-1196年 ラシュカ侯(1168年 - 1196年)             | 1200年     |                                                                  |
| 第2代  |      | ステファン・ネマニッチ (Стефан Немањић Првовенчани, Stefan Nemanjić Prvovenčani)                                            | 1165年頃   | （ラシュカ侯・自称セルビア王）1196年-1217年 （セルビア王）1217年-1228年 | 1228年     | ステファン・ネマニャの第二子                                     |
| 第3代  |      | ステファン・ラドスラヴ (Стефан Радослав Немањић, Stefan Radoslav)                                                           | 1192年以前 | 1228年-1233年                                                           | 1235年以後 | ステファン・ネマニッチの子                                       |
| 第4代  |      | ステファン・ヴラディスラヴ (Стефан Владислав Немањић, Stefan Vladislav)                                                     | 1198年頃   | 1233年-1242年                                                           | 1264年以後 | ステファン・ネマニッチの子、ステファン・ラドスラヴの弟           |
| 第5代  |      | ステファン・ウロシュ1世 (Стефан Урош I Немањић, Stefan Uroš I)                                                              | 1223年     | 1242年-1276年                                                           | 1277年     | ステファン・ネマニッチの末子、ステファン・ヴラディスラヴの異母弟 |
| 第6代  |      | ステファン・ドラグティン (Стефан Драгутин ,Немањић Stefan Dragutin)                                                         | ?          | 1276年-1282年                                                           | 1316年     | ステファン・ウロシュ1世の長子                                    |
| 第7代  |      | ステファン・ウロシュ2世ミルティン (Стефан Урош II Милутин Немањић, Stefan Uroš II Milutin)                                  | 1253年     | 1282年-1321年                                                           | 1321年     | ステファン・ウロシュ1世の末子、ステファン・ドラグティンの弟      |
| 第8代  |      | ステファン・ウロシュ3世デチャンスキ (Стефан Урош III Дечански Немањић, Stefan Uroš III Dečanski)                            | 1285年     | 1321年-1331年                                                           | 1331年     | ステファン・ウロシュ2世ミルティンとブルガリア王女アンナの子      |
| 対立王 |      | ステファン・コンスタンティン (Стефан Константин, Stefan Konstantin)                                                         | 1282年     | 1321年-1322年                                                           | 1322年     | ステファン・ウロシュ2世ミルティンとアンゲロス家の王女の子        |
| 第9代  |      | ステファン・ウロシュ4世ドゥシャン (Стефан Урош IV Душан Немањић, Stefan Uroš IV Dušan)                                      | 1308年     | （王）1331年-1346年 （皇帝）1346年-1355年                               | 1355年     | ステファン・ウロシュ3世デチャンスキの子                          |
| 第10代 |      | ステファン・ウロシュ5世 (Стефан Урош V Немањић, Stefan Uroš V)                                                              | 1336年     | 1355年-1371年                                                           | 1371年     | ステファン・ウロシュ4世ドゥシャンの唯一の子                      |
| 共同   |      | ヴカシン・ムルニャヴチェヴィチ (Вукашин Мрњавчевић, Vukašin Mrnjavčević)                                                    | 1320年     | (王・共同統治）1365年-1371年                                            | 1371年     | プリズレン、スコピエ、プリレプを支配                             |
| 共同   |      | シメオン・ウロシュ・パレオロゴス (Симеон-Синиша Урош Палеолог Немањић, Symeon Uroš Palaiologos, Συμεών Ούρεσις Παλαιολόγος) | ?          | 1359年-1371年（皇帝／ギリシア・テッサリア支配）                         | 1371年     | ステファン・ウロシュ4世ドゥシャンの異母弟、セサリア皇帝          |

（1371年、ウロシュ5世及びシメオン・ウロシュ・パレオロゴス死去に伴いネマニッチ王家断絶／両者及びヴカシン死去に伴い帝国－王国解体）

### セルビア公国
| 代数  | 肖像 | 名前                                                                 | 生年   | 在位                        | 没年   | 備考                         |
| ----- | ---- | -------------------------------------------------------------------- | ------ | --------------------------- | ------ | ---------------------------- |
| 初代  |      | ラザル・フレベリャノヴィチ (Лазар Хребељановић, Lazar Hrebeljanović) | 1329年 | （セルビア侯）1371年-1389年 | 1389年 |                              |
| 第2代 |      | ステファン・ラザレヴィチ (Стефан Лазаревић, Stefan Lazarević)        | 1377年 | （セルビア公）1389年-1427年 | 1427年 | ステファン・ラザレヴィチの子 |

～君主号・侯(Кнез, knez, 1371年-1389年)－公(専制公, Деспот, despot = δεσπότης, 1389年-1459年)

### ブランコヴィチ家(Бранковићи)
| 代数  | 肖像 | 名前 | 生年   | 在位                                                           | 没年   | 備考                                                           |
| ----- | ---- | --- | ------ | -------------------------------------------------------------- | ------ | -------------------------------------------------------------- |
| 初代  |      | ジュラジ・ブランコヴィチ (Ђурађ Бранковић, Djuradj Branković)                                           | 1377年 | 1427年-1456年                                                  | 1456年 | ステファン・ラザレヴィチの甥、ラザル・フレベリャノヴィチの外孫 |
| 第2代 |      | ラザル・ブランコヴィチ (Лазар Бранковић, Lazar Branković)                                               | 1421年 | 1456年-1458年                                                  | 1458年 | ジュラジ・ブランコヴィチの末子                                 |
| 第3代 |      | ステファン・ブランコヴィチ(Стефан Бранковић, Stefan Branković)                                          | 1417年 | 1458年-1459年                                                  | 1476年 | ラザル・ブランコヴィチの兄                                     |
| 第4代 |      | ステファン・トマシェヴィチ(Стефан - Стјепан Томашевић Котроманић, Stefan- Stjepan Tomašević Kotromanić) | 1438年 | 1458年/ 1459年3月21日-6月30日（ボスニア王として1461年-1463年） | 1463年 | ボスニア王子、ラザル・ブランコヴィチの娘婿                     |

（1459年6月30日、セルビア公国滅亡）